# Treta yuga
De treta yuga (Devanagari: त्रेता युग, Sanskriet: Tretā Yuga) is het tweede van de vier hindoeïstische tijdperken of yuga's. Het volgt op satya yuga en wordt gevolgd door dwapara yuga. Het wordt ook wel het zilveren tijdperk genoemd. Vishnoe reïncarneerde tijdens deze periode voor de vijfde, zesde en zevende maal als respectievelijk Vamana, Parashurama en Ramachandra.
Treta yuga is het mentale tijdperk, mentale kracht wordt verenigd, mensen zijn aan de macht en uitvindingen vervagen de illusie van tijd.
Aan het begin van treta yuga worden de vier varna's en asrama's geschapen. In de treta yuga was er nog slechts een Veda, waarna er in de dwapara yuga een onderverdeling in vieren kwam.